# シジュウカラガン
シジュウカラガン （四十雀雁、Branta hutchinsii ）は、カモ目カモ科コクガン属に分類される鳥類。全身がマガンより黒味を帯び、両頬が白く首の付け根に白い輪がある。海洋の急峻な島嶼で繁殖する。
従来、カナダガン（学名:Branta canadensis）の亜種とされていたが、現在は別種となった。
2004 年、米国鳥学会（American Ornithologists' Union）は、カナダガンを二つの種に分類した。すなわち大型の亜種を Canada Goose（学名:Branta canadensis）に、亜種シジュウカラガンや亜種ヒメシジュウカラガンを含む小型亜種を Cackling Goose（学名:Branta hutchinsii）としてそれぞれ別種に分類した。日本でも日本鳥学会（Japanese Journal of Ornithology）が2012年の日本鳥類目録改訂第7版でこれを採用した。
なお、従来はカナダガン（学名:Branta canadensis）の亜種とされていたため、旧版の日本鳥類目録日本鳥学会では従来のBranta canadensisの種全体の種名と亜種Branta hutchinsii leucopareiaの両方に「シジュウカラガン」を使用していた。したがって、和名の使用には新旧の混乱があるので注意を要する。

## 形態
体長は約67cm。大きさはオオカナダガンの半分程度である。亜種シジュウカラガンの成鳥は首の付け根に白い輪があるが、亜種ヒメシジュウカラガンは明瞭でないことが多い。亜種シジュウカラガンの左右の頬の白斑は、ほとんどの場合顎の下で黒い羽毛で分断されている。

## 分布
20世紀初頭までは千島列島中部の宇志知島からアリューシャン列島に至るまでの広い範囲で繁殖し、大部分は北米大陸の西海岸へ、一部が東アジアに渡っていたと考えられている。
20世紀初頭、毛皮目的でアカギツネやホッキョクギツネが繁殖地の島々に持ち込まれ激減した。更に渡りの途中や越冬地での狩猟圧も加わって、個体数は急激に減った。1938年〜62年まで観察記録が途絶え、絶滅したと考えられた。1963年に再発見され、保護活動が開始された。
日本へは越冬地として飛来していたが、集団での飛来は1930年代頃に見られなくなった。日本では昭和初期までは、宮城県仙台市付近にシジュウカラガンの一大越冬地があったが、上記のとおり繁殖地に狐が放されたことで激減し、集団飛来は途絶えた。
近年の国際的な保護の実施により、個体数が増加し、日本にも1000羽単位での飛来が復活した。1983年に八木山動物公園が米国から9羽を譲り受けて繁殖事業を始め、1995年にロシア科学アカデミーと共同で千島列島の越渇磨島で放鳥を開始。2010年までに551羽を自然界に戻した。2014年12月下旬から日本への飛来が1000羽を超えた。その後、人工繁殖等やキツネ駆逐等の継続的な種の保存努力により、今日の羽数が回復した。絶滅危惧種の人為的回復の事例のひとつとされる。2019年時点では、宮城県北部などに約5000羽が越冬するまでに回復した。
2018年6月、放鳥を行っていたエカルマ島から南東方向に約8kmの距離にある捨子古丹島において、幼鳥を含む26個体が目撃されていたことが報告され、島内で繁殖している可能性が示された。
2024年夏、鹿児島県内で目撃された。鹿児島県内では2017年5月に出水市で目撃された記録が1例あるという。
日本に飛来するのは、主に亜種シジュウカラガン（学名:Branta hutchinsii leucopareia）であり、亜種ヒメシジュウカラガン（学名:Branta hutchinsii minima）も少数飛来する模様。

## 分類
以下の和名は日本鳥類目録 改訂第7版、分布は黒田・森岡(1980）に従うものとする。
Branta hutchinsii hutchinsii (Richardson, 1832)
カナダ・グリーンランドで繁殖し、メキシコへ渡る。
†Branta hutchinsii asiatica Aldrich, 1946 （絶滅亜種）
千島列島・コマンドル諸島で繁殖し、カリフォルニア州に渡っていたが絶滅。
Branta hutchinsii leucopareia (Brandt, 1836) シジュウカラガン
アリューシャン列島で繁殖し、アメリカ合衆国西部・日本へ渡る。
頭頂は扁平。頬の白斑は、喉で分断されている個体が多い。頸部に白い首輪模様があるが、幅は個体変異が大きい。
Branta hutchinsii minima Ridgway, 1885 ヒメシュジュウカラガン
アラスカ西部で繁殖し、アメリカ合衆国西部・カナダ南西部へ渡る。まれに日本に飛来することもある。
頭部は丸みを帯びる。頸部に白い首輪模様がない個体が多い。胸部は暗色。
Branta hutchinsii taverneri Delacour, 1951 チュウショウカナダガン
カナダ北部・アラスカ北東部で繁殖し、アメリカ合衆国南西部・メキシコへ渡る。
日本では次の2亜種の記録がある。
シジュウカラガン：アリューシャン列島で繁殖し、カリフォルニアと日本で越冬する。
ヒメシジュウカラガン：アラスカ西部で繁殖し、カリフォルニアからメキシコで越冬する。

## 人間との関係
B. h. leucopareia シジュウカラガン
亜種シジュウカラガンはアリューシャン列島から千島列島にかけての地域で繁殖し、アリューシャン列島で繁殖する個体群は北アメリカ大陸の西海岸、千島列島で繁殖する個体群は日本で越冬していたと考えられている。毛皮目的で繁殖地に移入されたキツネ類による捕食により、絶滅したと考えられていた。1963年にアリューシャン列島で再発見され、アメリカ合衆国による保護計画が進められた。1983年には日本雁を保護する会と八木山動物公園・米国魚類野生生物局シジュウカラガンリカバリーチームによる保護計画が開始され、米国魚類野生生物局から譲渡された個体を八木山動物公園で飼育下繁殖させる試みが進められた。後にロシア科学アカデミーも加わり日米露3国の共同事業となり、飼育下繁殖させた個体をカムチャッカの繁殖センターでさらに飼育下繁殖させ、1995年にはエカルマ島で放鳥を開始した。1995 - 2010年に計551羽が放鳥された。日本では1970年以降は伊豆沼に1 - 3羽が飛来していたが、1980年代の回復計画、1990年代以降の放鳥により飛来数は増加傾向にある。十勝川下流域・八郎潟・伊豆沼に加え化女沼・蕪栗沼・福島潟で定期的な飛来が確認され、2012年度の冬季には400羽以上の飛来が確認されている。1993年に国内希少野生動植物種に指定されている。
絶滅危惧IA類 (CR)（環境省レッドリスト）